# His Best (Sonny-Boy-Williamson-II.-Album)
His Best ist ein Kompilationsalbum von Sonny Boy Williamson II. und erschien 1997 als Teil der MCA/Chess' 50th Anniversary Serie mit der das 50-jährige Jubiläum von Chess Records gefeiert wurde.

## Allgemeines
Auch wenn Hardliner anmerken mögen, dass die frühen Aufnahmen bei Trumpet Records Sonny Boys unverfälschtesten sind, so muss man doch sagen, dass seine Zeit bei Chess Records die längste und künstlerisch und kommerziell erfolgreichste war. Will man sich mit dem Künstler beschäftigen, so kommt man nicht um die Chess-Aufnahmen herum.
Diese Kompilation enthält siebzehn Nummern aus der 2 CD-Kompilation "Essential Sonny Boy Williamson " und bringt dazu noch die Titel „Sad To Be Alone,“ „My Younger Days“ und eine Alternativversion von  „One Way Out“ mit Buddy Guy an der Gitarre. Bei den Aufnahmen wurde Williamson von der Creme der Chicagoblues-Musiker unterstützt, von Muddy Waters über Willie Dixon bis zu Buddy Guy.

## Titelliste
Alle Titel wurden von Sonny Boy Williamson geschrieben, anderenfalls werden die Komponisten angegeben:
1. Good Evening Everybody – 2:36
2. Don't Start Me to Talkin – 2:36
3. All My Love in Vain – 2:51
4. Keep It to Yourself – 2:50
5. Fattening Frogs for Snakes – 2:23
6. I Don't Know – 2:28
7. Cross My Heart – (Guidry, Williamson) – 3:24
8. Born Blind – 2:35
9. Ninety Nine – 2:40
10. Your Funeral and My Trial – 2:33
11. Keep Your Hands Out of My Pockets – 2:51
12. Sad to Be Alone – 2:59
13. Checkin' up on My Baby – 1:59
14. Down Child – 2:37
15. Nine Below Zero – 3:30
16. Bye Bye Bird – (Dixon, Williamson) – 2:35
17. Help Me – (Bass, Dixon, Williamson) – 3:11
18. Bring It on Home – (Dixon, Page, Plant) – 2:39
19. My Younger Days – 3:24
20. One Way Out – (James, Sehorn, Williamson) – 2:46[1]

### Musiker
Sonny Boy Williamson (Gesang und Harmonika) auf allen Titeln, alle Titel wurden in Chicago, Illinois aufgenommen:
Track 1, 2, 3:
- Bass – Willie Dixon
- Schlagzeug – Fred Below
- Gitarre – Jimmy Rogers, Muddy Waters
- Piano – Otis Spann

Track 4, 5, 6, :
- Bass – Willie Dixon
- Schlagzeug – Fred Below
- Gitarre – Luther Tucker, Robert Lockwood Jr.

Tracks 7, 8, 9:
- Bass – Willie Dixon
- Schlagzeug – Fred Below
- Gitarre – Luther Tucker, Robert Lockwood Jr.
- Piano – Otis Spann

Track 10, 11:
- Bass – Willie Dixon
- Schlagzeug – Fred Below
- Gitarre – Eugene Pierson, Robert Lockwood Jr.
- Piano – Lafayette Leake

Track 12 :
- Bass – Willie Dixon
- Schlagzeug – Fred Below
- Gitarre – Luther Tucker, Robert Lockwood Jr.
- Piano – Otis Spann

Track 13:
- Bass – Unbekannter Künstler
- Schlagzeug – Fred Below
- Gitarre – Luther Tucker, Robert Lockwood Jr.
- Piano – Otis Spann

Track 14:
- Bass – Willie Dixon
- Schlagzeug – Fred Below
- Gitarre – Luther Tucker, Robert Lockwood Jr.
- Piano – Lafayette Leake

Track 15 :
- Bass – Willie Dixon
- Schlagzeug – Fred Below
- Gitarre – Luther Tucker, Robert Lockwood Jr.
- Piano – Otis Spann

Track 16, 17,18:
- Bass – Milton Rector
- Schlagzeug – Al Duncan
- Gitarre – Matt Murphy
- Orgel – Billy Emerson, Lafayette Leake

Track 19 :
- Bass – Jack Meyers
- Schlagzeug – Clifton James
- Gitarre – Buddy Guy
- Piano – Lafayette Leake
- Saxophon – Donald Hankins, Jarrett Gibson

Track 20 :
- Bass – Jack Meyers
- Schlagzeug – Fred Below
- Gitarre – Buddy Guy
- Piano – Lafayette Leake[2]

## Kritikerstimmen
Die Besprechung der CD auf CD Universe hebt keine besondere Aufnahme als Höhepunkt hervor, da sie zu zahlreich sind. Cub Koda meint im  All Music Guide, dass die CD eine hervorragende Einstiegsmöglichkeit für alle ist, denen umfangreichere Kompilationen zu teuer sind.